# Seqüela
Una seqüela és qualsevol novel·la, pel·lícula o obra de ficció produïda després d'una altra obra completa i que es desenvolupa en un mateix "univers", però en un temps posterior. Normalment sol contenir elements de l'obra original, com escenaris i personatges encara que açò no sempre és així. Per exemple si un personatge mor en la primera obra un altre (per exemple un fill o una germana) pot prendre el seu lloc. La seqüela difereix d'una sèrie on un mateix personatge apareix en diverses històries diferents, encara que algunes vegades aquesta diferència és subtil.
La popularitat de les sèries ve motivada en part pel fet que és més segur prendre elements d'una obra reeixida que arriscar-se amb nous arguments i personatges. El públic sovint demanda noves aparicions dels seus personatges favorits. Per exemple, el personatge de Sherlock Holmes es va fer tan popular que fins i tot quan el seu autor Arthur Conan Doyle va intentar matar-lo en una de les seues aventures, va haver de rectificar davant les irades protestes dels lectors.
Dins de les pel·lícules solen ser freqüents les seqüeles. De vegades, les seqüeles tenen un títol especial (com El cavaller fosc, continuació de Batman Begins) però en altres casos es limiten a posar un nombre al títol de l'obra original (per exemple, Rocky II, Spiderman 3, Sol a casa 4).

## Característiques de les seqüeles
Les seqüeles són criticades freqüentment per simplement repetir la fórmula d'una obra anterior i comunament acusades de ser inferiors a l'obra original. Quan l'obra anterior parlava d'un personatge que assolia resoldre un conflicte, pot resultar difícil el justificar una seqüela on els personatges tornen a enfrontar-se a un conflicte similar. Aquest problema no es dona en sèries com les de James Bond on el personatge s'enfronta a una missió diferent en cada novel·la o pel·lícula.
Algunes vegades l'obra original pot deliberadament introduir conflictes que resoldre en subsegüents seqüeles. Per exemple en la pel·lícula Spiderman el protagonista renuncia a l'amor de Mary Jane Watson sense explicar-li que és per a protegir-la dels seus enemics. En cas de no haver existit seqüeles, açò seria interpretat com un final tràgic per a un superheroi. A l'existir, aquest fet proveeix una trama a desenvolupar durant aquestes.
Algunes vegades es donen pistes al públic que es realitzarà una seqüela. Per exemple Batman Begins acaba amb James Gordon lliurant a Batman una carta del Joker, donant a entendre al públic que la història continuarà amb Batman enfrontant-se al Joker.
En els videojocs la tendència de les pel·lícules sol anar al revés que en les pel·lícules, ja que l'augment de tecnologia pot servir per a desenvolupar millor la història. De totes maneres hi ha casos de seqüeles fallides. Existeixen seqüeles que no es consideren millors o pitjors que els seus lliuraments previs, sinó més aviat diferents en molts aspectes, cas de Super Mario Bros. 2 o Zelda II: The Adventure of Link, ambdós per al NES.

## Altres termes

### Preqüela
El terme preqüela (per al qual s'han proposat alternatives com les *preseqüela o protoseqüela) s'utilitza per a descriure obres l'acció de les quals succeeix abans de l'obra original. Star Wars és la pel·lícula més coneguda amb diverses preqüeles. Aquest tipus d'obres tenen el problema de mantenir l'interès d'un públic que ja té algun coneixement de com acabarà la història.

### Interqüela[1]
Conta fets que passen entre dues obres prèviament completades. Per exemple la novel·la The Godfather Returns es basa en els esdeveniments entre El Padrí i El Padrí II.

### Midquel
Terme que s'usa en anglès per a referir-se a una història que es desenvolupa durant els successos d'una altra obra acabada. Per exemple, el videojoc Daxter és una "midquel" de Jak II on es conta el succeït en el període de dos anys on el protagonista d'aquest últim videojoc és detingut. Així mateix, El cavall i el noi, de la saga Les cròniques de Narnia és un llibre "midquel" de El lleó, la bruixa i el rober, ja que narra esdeveniments que van succeir mentre els Pevensie eren reis de Narnia.

### Parallel
En anglès s'usa aquest terme per a referir-se a una història que es desenvolupa alhora que una altra obra acabada. Per exemple la novel·la L'ombra d'Ender cobrix els esdeveniments de l'obra anterior El joc de l'Ender però des del punt de vista d'un altre personatge.

### Sidequel
Aquest terme s'usa en anglès per a designar l'obra que es desenvolupa en un mateix univers que una altra, però amb cronologia arbitrària i arguments no relacionats. El guionista David Peoples va descriure la pel·lícula Soldier com un "sidequel" de Blade Runner. Altres termes similars a aquest són gaiden i spin of.